# Tales of Mystery and Imagination
Tales of Mystery and Imagination je debutové studiové album anglické progresivně rockové skupiny The Alan Parsons Project, vydané v roce 1976.

## Seznam skladeb
| Pořadí | Název | Autor          | Délka |
| ------ | --- | -------------- | ----- |
| 1.     | A Dream Within A Dream [instrumental]                                                                                                  |                | 4:14  |
| 2.     | The Raven |                | 3:57  |
| 3.     | The Tell-Tale Heart | + Arthur Brown | 4:38  |
| 4.     | The Cask of Amontillado |                | 4:33  |
| 5.     | (The System Of) Dr. Tarr and Professor Fether                                                                                          |                | 4:20  |
| 6.     | The Fall of the House of Usher [instrumental] 1. Prelude (7:02) 2. Arrival (2:39) 3. Intermezzo (1:00) 4. Pavane (4:36) 5. Fall (0:51) |                | 16:10 |
| 7.     | To One in Paradise |                | 4:46  |

## Sestava
- Alan Parsons – varhany, syntezátor, klávesy, kytara, zpěv
- Eric Woolfson – syntezátor, klávesy, zpěv
- Leonard Whiting – zpěv, narrator
- Arthur Brown – zpěv
- John Miles – kytara, zpěv
- Jack Harris – zpěv
- Francis Monkman – varhany, klávesy
- Kevin Peek – akustická kytara
- Terry Sylvester – zpěv
- Laurence Juber – akustická kytara
- Andrew Powell – klávesy
- David Paton – akustická kytara, baskytara, kytara, zpěv
- Ian Bairnson – akustická kytara, elektrická kytara
- David Katz – housle
- Burleigh Drummond – bicí
- English Chorale – zpěv
- Bob Howes – sbor
- John Leach - perkuse, zpěv
- David Pack – kytara
- Smokey Parsons – zpěv
- Joe Puerta – baskytara
- Daryl Runswick – baskytara
- David Snell – harfa
- The English Chorale and Played Ti – sbor
- Stuart Tosh – bicí, činely, zpěv, perkuse
- Billy Lyall – piáno, bicí, fender rhodes, klávesy
- Jane Powell – zpěv
- Andrew Hurdle – baskytara
- Christopher North – klávesy